# Nemanja Nikolić
Nemanja Nikolić (Kirin Serbia: Немања Николић, phát âm [němaɲa nǐkolitɕ]; tiếng Hungary: Nikolics Nemanja; sinh ngày 31 tháng 12 năm 1987) là một cầu thủ bóng đá người Hungary thi đấu ở vị trí tiền đạo cho câu lạc bộ Fehérvár của giải vô địch Hungary. Anh sinh ra tại Nam Tư, nhưng chưa bao giờ được lựa chọn vào đội tuyển quốc gia Serbia, anh lại lựa chọn khoác áo đội tuyển quốc gia Hungary.

## Xuất thân
Nikolić sinh ra tại Senta, Nam Tư, có cha là người Serbia và mẹ là người Hungary. Anh khởi nghiệp chơi bóng cùng em trai tại Senta.

## Sự nghiệp cấp câu lạc bộ

### Kaposvár

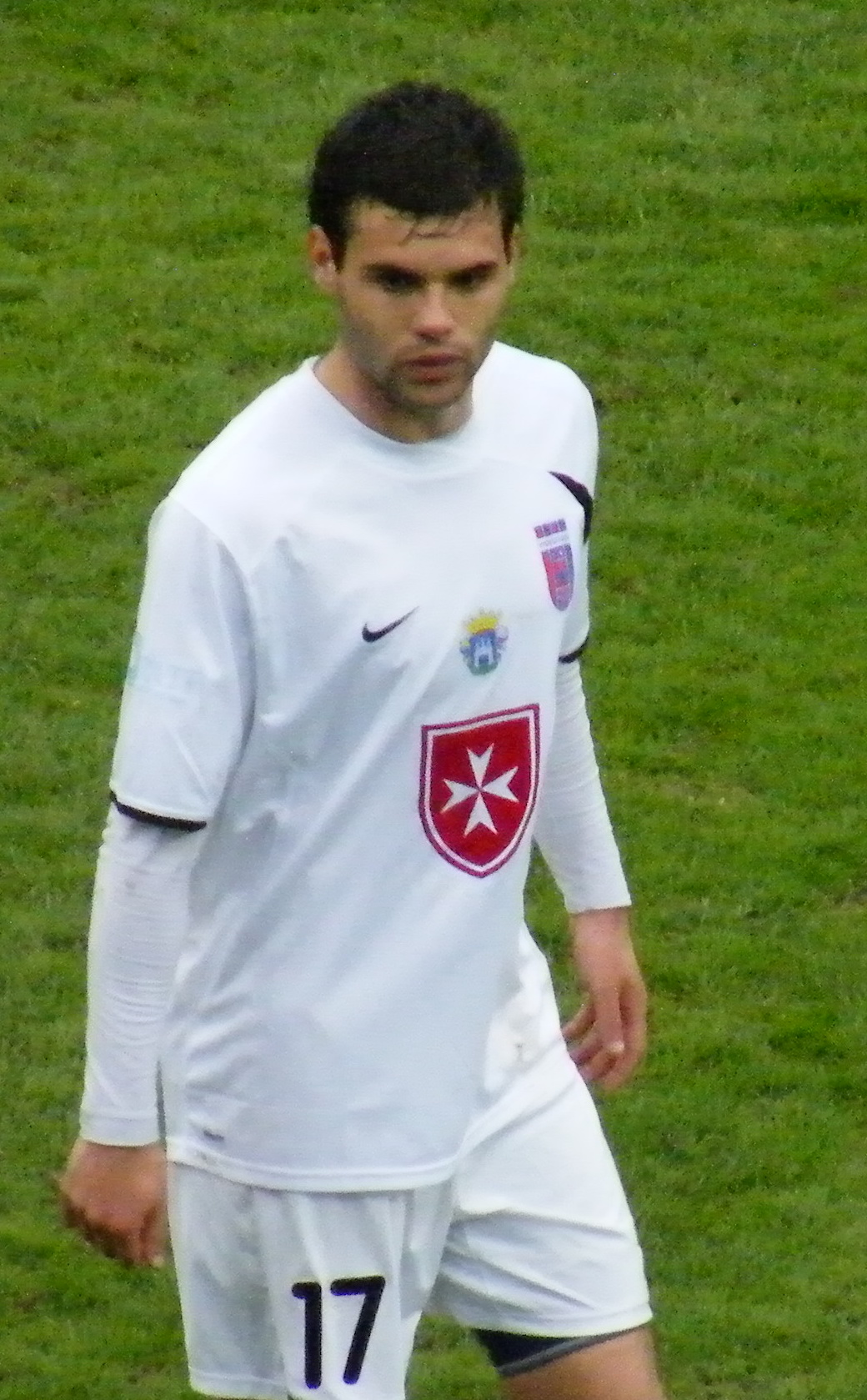
Nikolić trong màu áo Videoton năm 2010

Ngày 7 tháng 2 năm 2008, Nikolić được ký hợp đồng với Kaposvár. Anh thi đấu trận đầu tiên trước Videoton. Anh đã ghi được 30 bàn thắng chỉ sau 49 trận, làm cho nhiều câu lạc bộ hàng đầu của Hungary thèm muốn ký hợp đồng với anh như Újpest, Ferencváros and Videoton.

### Videoton
Năm 2010 Videoton đã ký hợp đồng với Nikolić. Anh trở thành vua phá lưới của giải vô địch Hungary mùa 2009–10.
Nikolić giành chức vô địch mùa giải 2010–11 của giải vô địch Hungary trong màu áo Videoton. Với sự huấn hiện của huấn luyện viên người Bồ Đào Nha Paulo Sousa, anh thường bị gạch tên khỏi đội một ở những trận đầu của giải bóng đá vô địch quốc gia Hungary mùa 2011–12. Tuy nhiên, khi vào sân thay người anh đã cố ghi bàn vào lưới Paks, Siófok (hai bàn), Újpest (hai bàn) và Pápa liên tiếp tại giải vô địch Hungary.
Ngày 2 tháng 8 năm 2012, Nikolić ghi bàn thắng duy nhất ở lượt trận đầu tiên vòng thứ 3 của UEFA Europa League 2012–13, khi Videoton đánh bại câu lạc bộ K.A.A. Gent của Bỉ 1–0 tại sân Sóstói Stadion. Anh cũng ghi bàn ở trận lượt về giúp Videoton thắng 3–0 tại Jules Ottenstadion. Ngày 4 tháng 9 năm 2012, anh ghi một bàn thắng ở UEFA Europa League mùa 2012–13 khi Videoton đánh bại đại diện Sporting CP của Bồ Đào Nha 3–0 tại Stadion Sóstói.
Ngày 26 tháng 10 năm 2014, Nikolić thiết lập kỷ lục mới khi ghi bàn trong 12 trận liên tiếp ở giải quốc gia mù bóng 2014–15.

### Legia Warsaw
Ngày 8 tháng 6 năm 2015, Nikolić đầu quân cho câu lạc bộ của giải Ekstraklasa là Legia Warsaw. Ngày 19 tháng 7 năm 2015, Nikolić có trận đá ra mắt mùa giải 2015–16 của Ekstraklasa bằng hai bàn thắng ghi được vào lưới Śląsk Wrocław tại sân Stadion Miejski, Wrocław. Ngày 16 tháng 3 năm 2016 Nikolic ghi một cú hat-trick vào lưới Zawisza Bydgoszcz tại Pepsi Arena, Warsaw. Trận đấu kết thúc với chiến thắng 4–0 cho Legia Warsaw. Ngày 15 tháng 5 năm 2016 Legia trở thành nhà vô địch của giải bóng đá vô địch quốc gia Ba Lan 2015–16 sau khi đánh bại Pogoń Szczecin 3–0 trên sân nhà. Anh còn là vua phá lưới của giải bóng đá vô địch quốc gia Ba Lan 2015–16 với 28 bàn thắng ghi được sau 37 trận.

## Thống kê sự nghiệp

### Câu lạc bộ
Tính đến 19 tháng 12 năm 2020
| Câu lạc bộ         | Mùa                | Giải               | Giải    | Giải      | Cúp quốc gia | Cúp quốc gia | Cúp liên đoàn | Cúp liên đoàn | Liên lục địa | Liên lục địa | Tổng cộng | Tổng cộng |
| Câu lạc bộ         | Mùa                | Hạng đấu           | Số trận | Bàn thắng | Số trận      | Bàn thắng    | Số trận       | Bàn thắng     | Số trận      | Bàn thắng    | Số trận   | Bàn thắng |
| ------------------ | ------------------ | ------------------ | ------- | --------- | ------------ | ------------ | ------------- | ------------- | ------------ | ------------ | --------- | --------- |
| Barcs              | 2006–07            | NB II              | 19      | 3         | 0            | 0            | 0             | 0             | –            | –            | 19        | 3         |
| Kaposvölgye        | 2007–08            | NB II              | 14      | 11        | 0            | 0            | 0             | 0             | –            | –            | 14        | 11        |
| Kaposvár           | 2007–08            | NB I               | 12      | 4         | 5            | 2            | 4             | 2             | –            | –            | 21        | 8         |
| Kaposvár           | 2008–09            | NB I               | 22      | 16        | 3            | 1            | 5             | 7             | –            | –            | 30        | 24        |
| Kaposvár           | 2009–10            | NB I               | 15      | 10        | 3            | 1            | 0             | 0             | –            | –            | 18        | 11        |
| Kaposvár           | Tổng cộng          | Tổng cộng          | 49      | 30        | 11           | 4            | 9             | 9             | –            | –            | 69        | 43        |
| Videoton           | 2009–10            | NB I               | 15      | 8         | 1            | 1            | 3             | 1             | 0            | 0            | 19        | 10        |
| Videoton           | 2010–11            | NB I               | 24      | 8         | 7            | 5            | 2             | 0             | 2            | 0            | 35        | 13        |
| Videoton           | 2011–12            | NB I               | 30      | 19        | 6            | 4            | 10            | 7             | 1            | 0            | 47        | 30        |
| Videoton           | 2012–13            | NB I               | 27      | 13        | 5            | 5            | 7             | 5             | 12           | 4            | 51        | 27        |
| Videoton           | 2013–14            | NB I               | 28      | 18        | 1            | 0            | 3             | 1             | 2            | 0            | 34        | 19        |
| Videoton           | 2014–15            | NB I               | 25      | 21        | 4            | 3            | 0             | 0             | 0            | 0            | 29        | 24        |
| Videoton           | Tổng cộng          | Tổng cộng          | 149     | 87        | 24           | 18           | 25            | 14            | 17           | 4            | 215       | 123       |
| Legia Warsaw       | 2015–16            | Ekstraklasa        | 37      | 28        | 7            | 6            | 1             | 0             | 10           | 2            | 55        | 36        |
| Legia Warsaw       | 2016–17            | Ekstraklasa        | 19      | 12        | 1            | 1            | 0             | 0             | 11           | 6            | 31        | 19        |
| Legia Warsaw       | Tổng cộng          | Tổng cộng          | 56      | 40        | 8            | 7            | 1             | 0             | 21           | 8            | 86        | 55        |
| Chicago Fire       | 2017               | MLS                | 34      | 24        | 2            | 0            | 1             | 0             | –            | –            | 37        | 24        |
| Chicago Fire       | 2018               | MLS                | 31      | 15        | 4            | 4            | 0             | 0             | –            | –            | 35        | 19        |
| Chicago Fire       | 2019               | MLS                | 31      | 12        | 1            | 1            | 0             | 0             | –            | –            | 32        | 13        |
| Chicago Fire       | Tổng cộng          | Tổng cộng          | 96      | 51        | 7            | 5            | 1             | 0             | –            | –            | 104       | 56        |
| Fehérvár           | 2019–20            | NB I               | 14      | 5         | 5            | 1            | –             | –             | –            | –            | 19        | 6         |
| Fehérvár           | 2020–21            | NB I               | 14      | 6         | 2            | 3            | –             | –             | 3            | 2            | 19        | 11        |
| Fehérvár           | Tổng cộng          | Tổng cộng          | 28      | 11        | 7            | 4            | –             | –             | 3            | 2            | 38        | 17        |
| Tổng kết sự nghiệp | Tổng kết sự nghiệp | Tổng kết sự nghiệp | 411     | 233       | 57           | 38           | 36            | 23            | 41           | 14           | 545       | 308       |

### Cấp đội tuyển
| Hungary   | Hungary | Hungary      |
| Năm       | Số trận | Số bàn thắng |
| --------- | ------- | ------------ |
| 2013      | 2       | 1            |
| 2014      | 8       | 1            |
| 2015      | 6       | 1            |
| 2016      | 7       | 0            |
| 2017      | 2       | 2            |
| 2018      | 2       | 0            |
| 2020      | 8       | 2            |
| 2021      | 8       | 1            |
| Tổng cộng | 43      | 8            |

### Bàn thắng cho đội tuyển
Tỉ số liệt kê của Hungary trước, cột tỉ số ghi lại sau mỗi bàn thắng của Nikolić.
| #. | Ngày                 | Nơi tổ chức                                            | Đối thủ    | Tỉ số | Kết quả | Giải đấu                    |
| -- | -------------------- | ------------------------------------------------------ | ---------- | ----- | ------- | --------------------------- |
| 1. | 15 tháng 10 năm 2013 | Sân vận động Ferenc Puskás, Budapest, Hungary          | Andorra    | 1–0   | 2–0     | Vòng loại World Cup 2014    |
| 2. | 18 tháng 11 năm 2014 | Groupama Arena, Budapest, Hungary                      | Nga        | 1–2   | 1–2     | Giao hữu                    |
| 3. | 5 tháng 6 năm 2015   | Sân vận động Nagyerdei, Debrecen, Hungary              | Litva      | 3–0   | 4–0     | Giao hữu                    |
| 4. | 9 tháng 11 năm 2017  | Sân vận động Josy Barthel, Luxembourg City, Luxembourg | Luxembourg | 1–1   | 1–2     | Giao hữu                    |
| 5. | 14 tháng 11 năm 2017 | Groupama Arena, Budapest, Hungary                      | Costa Rica | 1–0   | 1–0     | Giao hữu                    |
| 6. | 6 tháng 9 năm 2020   | Puskás Aréna, Budapest, Hungary                        | Nga        | 2–3   | 2–3     | UEFA Nations League 2020–21 |
| 7. | 8 tháng 10 năm 2020  | Sân vận động Quốc gia Vasil Levski, Sofia, Bulgaria    | Bulgaria   | 3–0   | 3–1     | Vòng loại Euro 2020         |
| 8. | 28 tháng 3 năm 2021  | Sân vận động San Marino, Serravalle, San Marino        | San Marino | 3–0   | 3–0     | Vòng loại World Cup 2022    |

## Danh hiệu

### Câu lạc bộ
Videoton
- Giải vô địch Hungary: 2010–11, 2014–15
- Cúp bóng đá Hungary: 2011–12
- Siêu cúp bóng đá Hungary: 2011, 2012

Legia Warsaw
- Ekstraklasa: 2015–16,[16] 2016–17
- Cúp bóng đá Ba Lan: 2015–16[17]

### Cá nhân
- Vua phá lưới giải vô địch Hungary: 2009–10 (18 bàn thắng),[18] 2013–14 (18 bàn thắng; đồng giải với Attila Simon),[19] 2014–15 (21 bàn thắng)[20]
- Vua phá lưới Ekstraklasa: 2015–16 (28 bàn thắng)
- Vua phá lưới Cúp bóng đá Ba Lan: 2015–16 (6 bàn thắng)[21]
- Cầu thủ hay nhất tháng giải Ekstraklasa: tháng 8 năm 2015,[22] tháng 9 năm 2015,[23] October 2015[24]
- Tiền đạo hay nhất giải Ekstraklasa: 2015–16[25]
- Cầu thủ hay nhất giải Ekstraklasa: 2015–16[25]
- Ekstraklasa - Giải của khán giả Canal +: 2015–16[25]
- Chiếc giày vàng MLS: 2017 (24 bàn thắng)[26]
- MLS Best XI: 2017[26]
- Cầu thủ bóng đá Hungary của năm 2017 (M4 Sport Gála)[27]
- 2018 ESPY Awards: Giải cầu thủ hay nhất MLS